# Краон (Вијена)
Краон (фр. Craon) насеље је и општина у западној Француској у региону Поату-Шарант, у департману Вијена која припада префектури Шателро.
По подацима из 2011. године у општини је живело 194 становника, а густина насељености је износила 8,99 становника/km². Општина се простире на површини од 21,58 km². Налази се на средњој надморској висини од 148 метара (максималној 142 m, а минималној 83 m).

## Демографија
| 1962. | 1968. | 1975. | 1982. | 1990. | 1999. | 2011. |
| ----- | ----- | ----- | ----- | ----- | ----- | ----- |
| 310   | 324   | 294   | 243   | 213   | 196   | 194   |

График промене броја становника у току последњих година